# Sengerhof

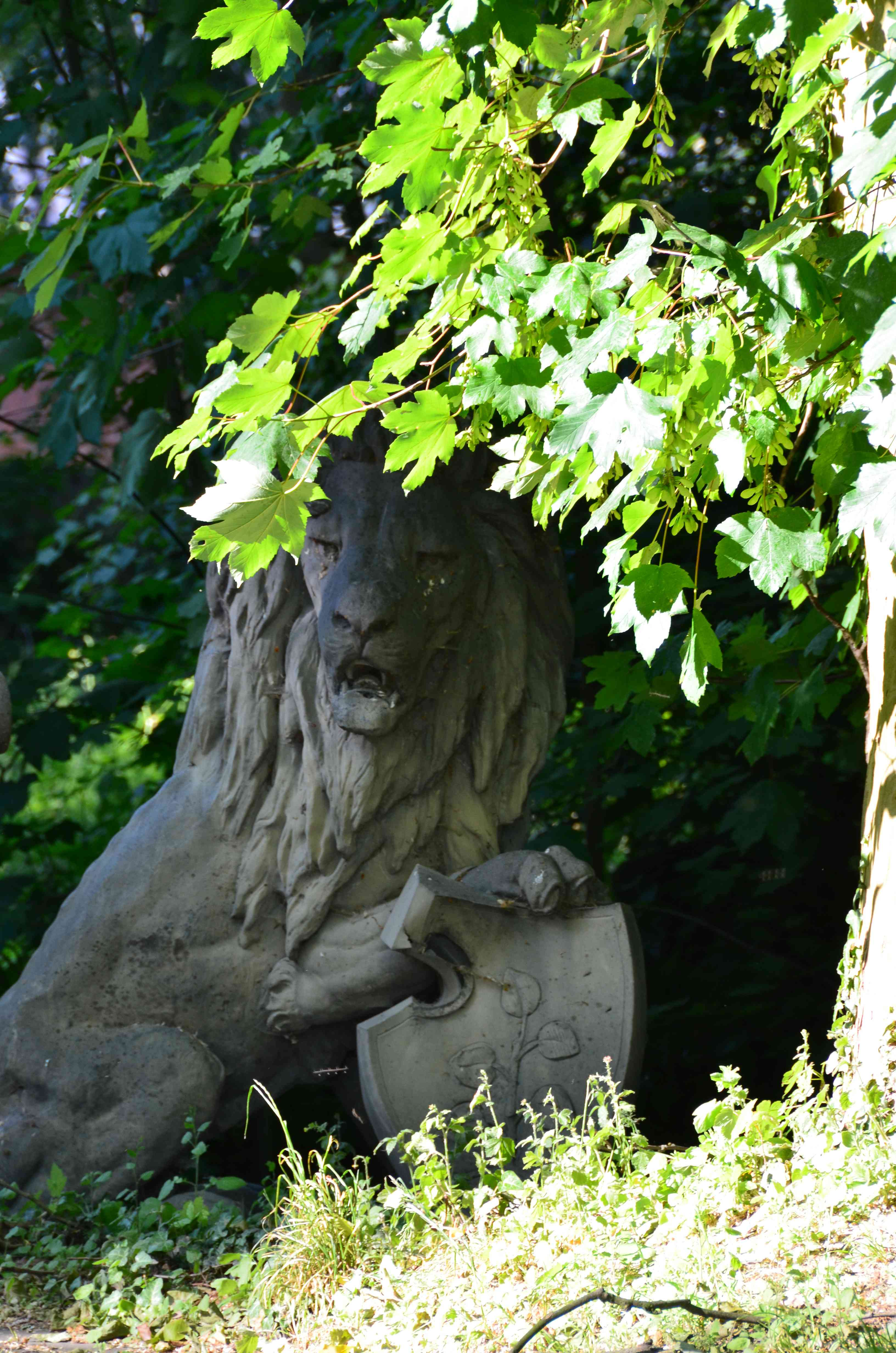
Löwenskulptur im ehemaligen Park des Sengerhofes

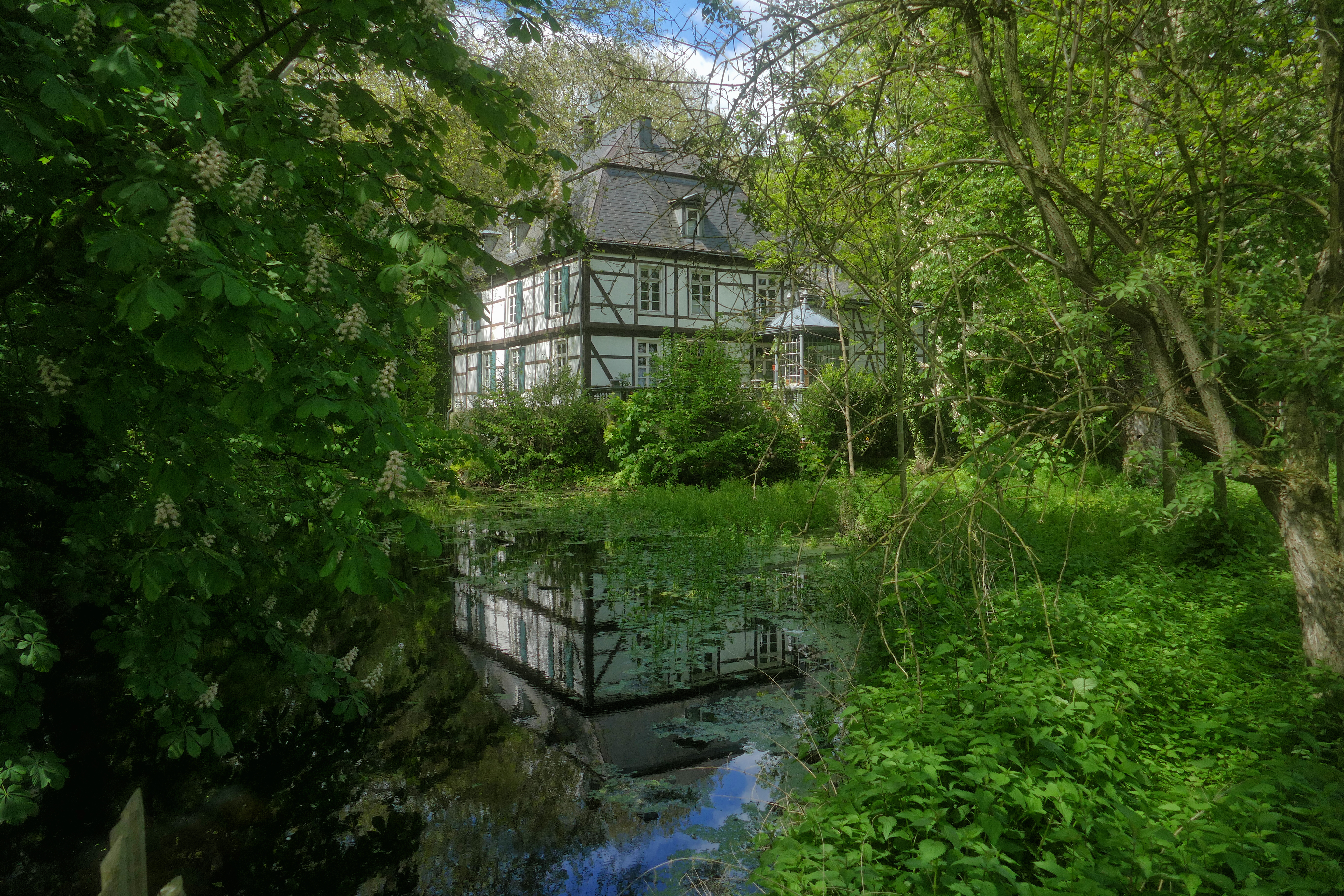
Sengerhof mit Gräfte

Der Sengerhof, auch Sängerhof geschrieben, ist ein denkmalgeschütztes Gebäude in der Gemeinde Welver bei Dinker.

## Geografie
Das Anwesen liegt ca. 200 m östlich von Dinker und unmittelbar nördlich des Hellweges, der dort L 670 heißt, auf einer Höhe von 78 m. Auf der Südseite sind Reste des ursprünglich umschließenden Wassergrabens erhalten, der von Landgräben gespeist wird und in die etwa 600 m südlich verlaufende Ahse entwässert.

## Geschichte
Der Sengerhof befand sich ursprünglich im Besitz der Grafen von der Mark, die es als Lehen übertrugen. Erster urkundlich erwähnter Besitzer war 1392 Jan von Haver. Über die kinderlose Ehe zwischen Katharina von Haver mit Heinrich von Schlingworn gen. Ketteler zu Altengeseke ging Haus Sengerhof an Katharinas Neffen Othmar von Knipping zu Clötinghof gegen Mitte des 17. Jahrhunderts. 1686 verstarb Alhard von Knipping kinderlos, so dass das Gut seinem Schwager Alhard von Droste zu fiel und er 1713 damit belehnt wurde. 1736 verstarb Johann Heinrich zu Droste. Daraufhin wurde der Offizier Hans Heinrich Eduard von Zastrow durch den König mit Haus Sengerhof belehnt. 1781 machte Dietrich von Zastrow das Haus zum Fideikommiss, am 20. September 1790 erwarb er es schließlich zum Kauf. 1925 wurde das Gut an einen Landwirt verkauft. 1990 wurde das stark verfallene Herrenhaus umfangreich renoviert und wiederhergestellt.

## Herrenhaus
Das jetzige Herrenhaus wurde 1706 von der Familie von Droste zu Hülshoff auf dem Tonnengewölbe der Vorgängerbauten erbaut. Ein Anbau wurde im 19. Jahrhundert von der Familie von Zastrow erbaut er enthält die Eingangshalle, den Rittersaal, die Bibliothek und das wahrscheinlich ehemalige Größe Schlafzimmer.
Es ist ein zweieinhalbgeschossiges Fachwerkhaus mit einem Mansardwalmdach. Im inneren findet man Stuckverzierungen und hölzerne Säulen vorm Eingang des Saales.

## Gebäudeensemble
Auf dem Gut ist noch ein Pferdestall aus dem Jahre 1895 und ein Gärtnerhaus aus dem Jahre 1720 was zuvor wahrscheinlich als Torhaus genutzt wurde.